# Кондратовская (Пучужское сельское поселение)
Кондратовская — деревня в Верхнетоемском районе Архангельской области. Административный центр муниципального образования «Пучужское».

## География

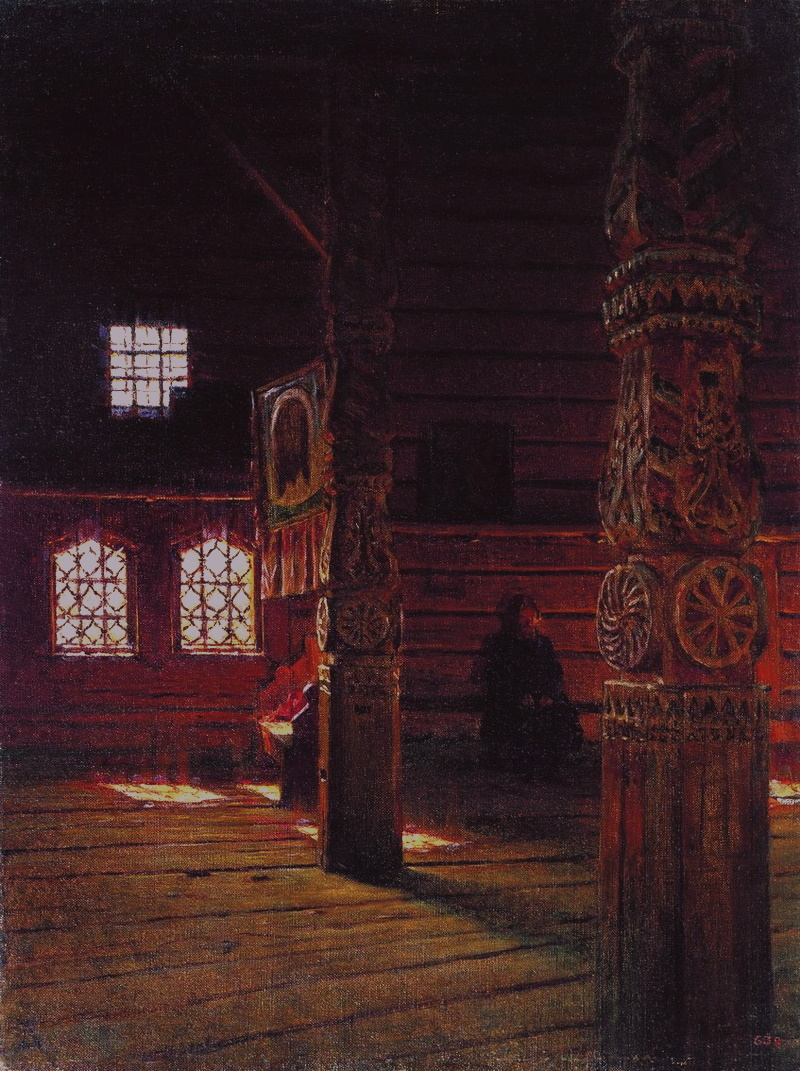
Василий Верещагин, Внутренний вид деревянной церкви Петра и Павла в Пучуге, 1894

Деревня находится на левом берегу Северной Двины, южнее устья реки Кодима, в 70 км к северо-западу от райцентра села Верхняя Тойма.

## Население
| 1680 | 2002 | 2010 |
| ---- | ---- | ---- |
| 6    | ↗215 | ↘173 |

В 1680 году в деревне Кондратовская Подвинской четверти Важского уезда насчитывалось 3 двора, в которых проживало 6 человек: трое взрослых и трое детей.